# Razumovskij

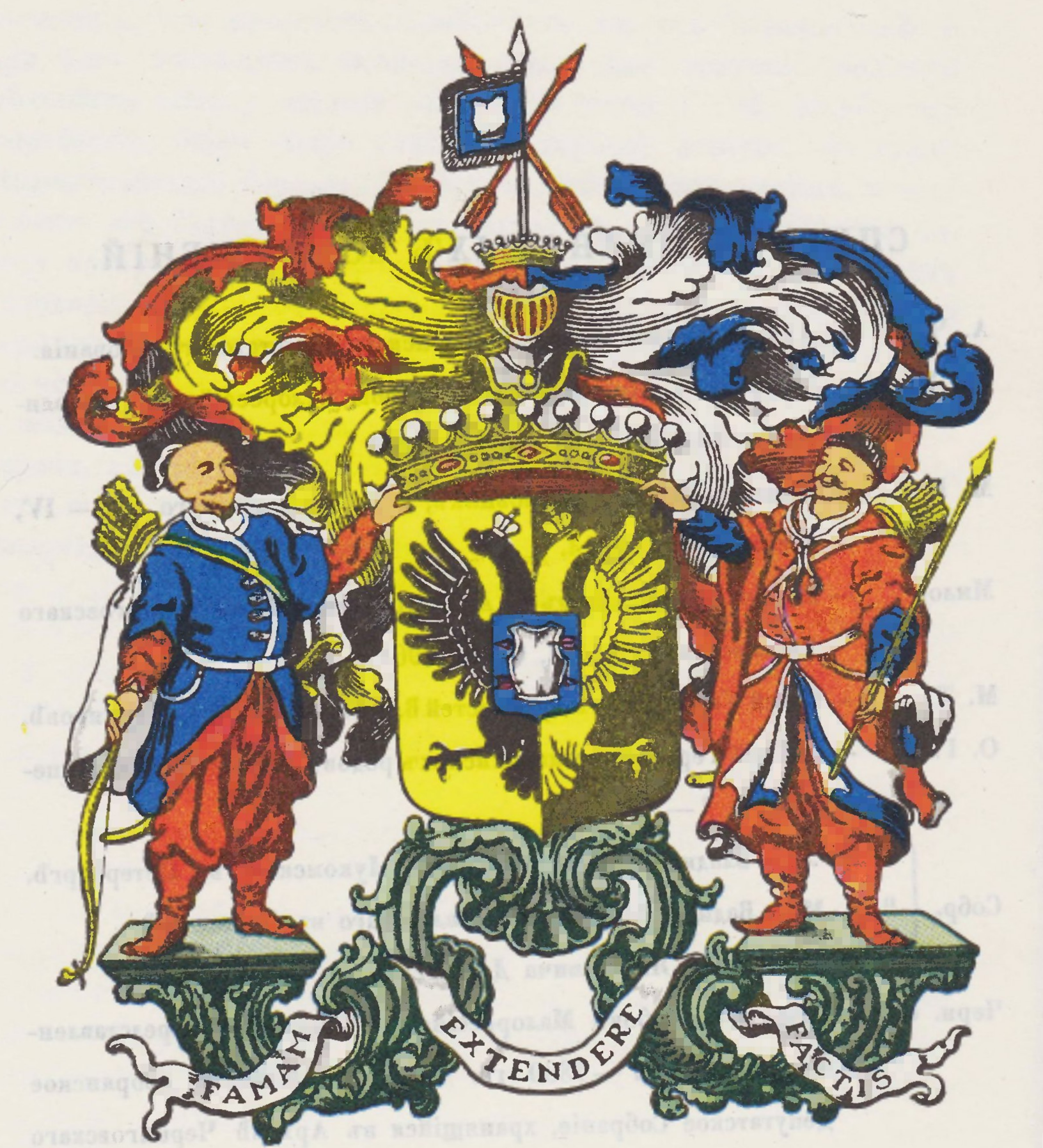
Stemma dei Razumovsky(1914)

Rozumovskij (ucraino: Розумовський, russo: Разумовский, tedesco: Razumofsky) è stata una famiglia ucraina di origine cosacca i cui membri hanno avuto notevole importanza durante i secoli dell'impero zarista. La linea principale della famiglia si estinse nel XIX secolo, mentre il ramo austriaco, originato da Gregorij Kirillovič, fu costretto a trasferirsi nell'impero austriaco nel 1816, è ancora esistente.

## Storia
La famiglia ha origine da un Chutor chiamato Lemeshi (oggi un villaggio nel Distretto di Kozelec' in Ucraina). Yakiv Rozum e suo figlio Hryhoriy furono registrati come cosacchi nel Reggimento di Kiev. Il figlio di Hryhoriy, Oleksiy (Alexei), fu il primo ad usare il nome Rozumovsky. 
Ivan Yakovlevich Rozum fu elevato al grado di Conte del Sacro Romano Impero dall'imperatore Carlo VII, ma morì senza figli. Suo fratello Hryhory ebbe due figli, Kirill e Aleksey. Dopoché Aleksej divenne il favorito dell'imperatrice Elisabetta di Russia, la famiglia compì una ascesa sociale e mutò cognome in Razumovskij: